# Moudou Kouta
Oumar Yaya Mahamat, meglio noto come Moudou Kouta (Ciad, 1955), è un allenatore di calcio ed ex calciatore ciadiano, di ruolo attaccante.

## Carriera

### Giocatore

#### Club
Ha giocato per undici stagioni consecutive nella prima divisione ciadiana.

### Nazionale
Ha giocato una partita in nazionale.

### Allenatore
Dal 2015 allena la nazionale ciadiana.

## Palmarès

### Allenatore

#### Competizioni nazionali
- Primera Divisíon de Honor: 1

Sony Elá Nguema: 2011